# الهند الدنماركية
الهند الدنماركية هو الاسم الذي أُطلق على مستعمرات الدنمارك (الدنمارك-النرويج قبل عام 1814) في الهند، والتي شكلت جزءًا من الإمبراطورية الدنماركية. امتلكت دولة الدنمارك-النرويج بعض الممتلكات الاستعمارية في الهند لأكثر من مئتي سنة، من بينها بلدة تارانغامبادي في ولاية تاميل نادو الحالية وسيرامبور في ولاية البنغال الغربية الحالية وجزر نيكوبار التي تتبع حاليًا اتحاد الأراضي الهندية لجزر أندامان ونيكوبار.
لم يمثل الوجود الدنماركي في الهند أهمية كبيرة للقوى الاستعمارية الكبرى، إذ لم يمثل الدنماركيون تهديدًا عسكريًا أو تجاريًا. كما هو حال معظم رحلاتهم الاستعمارية الأخرى، لم تتمكن الدنمارك-النرويج من استغلال مهماتها الاستعمارية على أكمل وجه ولم تنجح في احتكار الطرق التجارية كما فعلت المهمات البريطانية والهولندية والبرتغالية.
لكن وعلى عكس جميع التوقعات، نجح الدنماركيون في التمسك بممتلكاتهم الاستعمارية، وحتى في الحصول على بعض الميزات الخاصة في الاتفاقيات التجارية الدولية من خلال استغلال حالات الحرب بين الدول الكبرى، وتقديم خيار التجارة الخارجية تحت راية حيادية. لهذا السبب، تحملت القوى العظمى وجودهم لسنوات طويلة إلى أن أدى تنامي القوى البحرية البريطانية إلى احتلال الممتلكات الاستعمارية الدنماركية وإجبار الدنمارك على بيعها خلال القرن التاسع عشر، أما أعوام بيع الممتلكات الاستعمارية بالتحديد فكانت 1839 و1845 و1868.

## التاريخ
كان النجاح الذي حققه التجار الهولنديون والإنجليز خلال القرن السابع عشر لقاء تجارة التوابل مصدر غيرة للتجار الدنماركيين والنرويجيين. في السابع عشر من مارس عام 1616، أصدر كريستيان الرابع ملك الدنمارك-النرويج قرارًا بإنشاء شركة الهند الشرقية الدنماركية التي تتمتع بملكية احتكارية للتجارة بين الدنمارك-النرويج وآسيا مدة 12 سنة. استغرق جمع الموارد المالية الكافية لتمويل الرحلة عامين، يُحتمل أن ذلك كان نتيجة نقص الثقة من قبل المستثمرين الدنماركيين.
احتاج الأمر وصول التاجر الدنماركي والمدير الاستعماري مارسيليس دي بوشاور عام 1618 لتوفير الدافع الكافي لإجراء الرحلة الأولى. وصل مارسيليس كسفير (أو ادعى ذلك على أي حال) لإمبراطور سيلان، سينيرات أداسين، طالبًا المساعدة العسكرية ضد البرتغاليين، وعارضًا لقاءها حقوق احتكار جميع التبادلات التجارية مع الجزيرة.[بحاجة لمصدر] رُفض طلبه من قبل أبناء بلده، لكنه تمكن من إقناع الملك الدنماركي.

### الرحلة الأولى (1618 – 1620)
انطلقت الرحلة البحرية الأولى عام 1618 تحت قيادة الأميرال أوفه غييده، الذي استغرق سنتين للوصول إلى سيلان وخسر أكثر من نصف طاقمه في طريقه إليها. لدى وصول المجموعة في مايو من عام 1620، وجدوا أن الإمبراطور لم يعد يرغب في أي مساعدة أجنبية، إذ عقد اتفاقية سلام مع البرتغاليين منذ أكثر من ثلاث سنوات. الأمر الآخر الذي أثار استياء الأميرال هو أن الإمبراطور الذي طلب مساعدتهم لم يكن الملك الوحيد -أو حتى الأكثر سلطة- في البلاد. بعد فشلهم في توقيع اتفاقية تجارية دنماركية نرويجية سيلانية، احتل أفراد بعثة الدنمارك-النرويج معبد كونسوارام لفترة قصيرة قبل تلقي أخبار من المدير التجاري روبرت كراب.[بحاجة لمصدر]
كان كراب قد أبحر على متن سفينة الشحن الاستطلاعية أوريزوند قبل شهر من الأسطول الرئيسي. التقت أوريزوند بسفن برتغالية أغرقتها قبالة شاطئ كاريكال، ما أدى إلى مقتل غالبية أفراد الطاقم أو وقوعهم في الأسر. عُلق الرأسان المقطوعان لاثنين من أفراد الطاقم على رمحين نُصبا على الشاطئ في تحذير لمملكة الدنمارك-النرويج. تمكن كراب وثلاثة عشر فردًا من طاقم السفينة من الهرب ووصلوا إلى الشاطئ حيث أسرهم الهنود وأخذوهم إلى ناياك تانجور (حاليًا ثنجفور في تاميل نادو). تبين أن الزعيم الهندي كان مهتمًا بالفرص التجارية المعروضة، لذلك تفاوض مع كراب حول اتفاقية تمنحه قرية ترانكيبار (أو تارانغامابادي)، بالإضافة إلى حق تشييد «بناء حجري» (حصن دانزبورغ) وحق فرض الضرائب. وقع الطرفان هذه الاتفاقية في العشرين من نوفمبر عام 1620.

### السنوات الأولى (1621 – 1639)
كانت السنوات الأولى للمستعمرة عصيبة، وذلك بسبب ضعف الإدارة والاستثمار، إضافة إلى فقدان نحو ثلثي السفن التجارية المرسلة من الدنمارك. نجحت السفن العائدة في تحقيق أرباح على البضائع التي حملتها، لكن العائدات الكلية كانت دون التكاليف الإجمالية للرحلة. إضافة إلى ذلك، كان الموقع الجغرافي للمستعمرة عرضة لأمواج التيارات البحرية العالية التي دمرت ما بناه المستعمرون بشكل متكرر، مثل الطرق والمنازل والمباني الإدارية والأسواق وغيرها. على الرغم من أن النية الأساسية وراء الرحلة كانت خلق بديل للتجار الإنجليز والهولنديين، أدت الحالة المادية المأساوية للشركة وتحويل الموارد الوطنية نحو حرب الثلاثين عامًا بسكان المستعمرة إلى التخلي عن الجهود الهادفة إلى التجارة مباشرة بأنفسهم، وبدلًا من ذلك أصبح المستعمرون ناقلين من طرف ثالث حيادي للبضائع في خليج البنغال.
بحلول عام 1625، أُنشئ مصنع في ماسوليباتنام (المدعوة حاليًا باسم مقاطعة كريشنا في أندرا برديش)، وأصبح أهم مراكز البيع في المنطقة. تأسست مراكز تجارية أقل أهمية في بيبلي وبالاسور. على الرغم من ذلك، بحلول عام 1627 كانت المستعمرة في حالة مالية سيئة لدرجة أنها لم تملك سوى ثلاث سفن ولم تكن قادرة على دفع المبلغ المالي المتفق عليه مع الناياك، ما زاد التوتر في العلاقات مع السكان المحليين. إضافة إلى ذلك كان الوجود الدنماركي أمرًا غير مرغوب به من قبل التجار الإنجليز والهولنديين الذين كانوا مقتنعين بأن الدنماركيين عملوا تحت حماية قواتهم البحرية دون دفع أي تعويض مادي. على الرغم من ذلك، لم يتمكنوا من تدمير التجارة الدنماركية، وذلك بسبب التداعيات الدبلوماسية المتعلقة بانخراط كل بلد في الحروب الأوروبية.
- 1640: حاول الدنماركيون بيع حصن دانزبورغ للهولنديين للمرة الثانية.
- 1642: أعلنت المستعمرة الدنماركية الحرب على الإمبراطورية المغولية وبدأت بشن هجمات على السفن في خليج البنغال. خلال أشهر قليلة تمكنوا من السيطرة على واحدة من سفن الإمبراطور المغولي وضموها إلى أسطولهم الخاص (أطلقوا عليها اسم الجائزة البنغالية) وباعوا البضائع في ترانكيبار محققين أرباحًا ضخمة.
- 1643: وصل فيليم لايل القائد الجديد للمستعمرة الذي عينته إدارة الشركة في كوبنهاغن على متن سفينة كريستيانشافن. أعلنت هولندا والسويد الحرب على الدنمارك.
- 1645: سقطت ممتلكات المصانع الدنماركية بشكل متزايد تحت السيطرة الهولندية. أرسل الناياك فرقًا صغيرة لغزو ترانكيبار.
- 1648: مات كريستيان الرابع صاحب المستعمرة وممولها. أعلنت شركة الهند الشرقية الدنماركية إفلاسها.

### التخلي عن المستعمرة وهجرتها
أدى نقص العائدات المالية إلى جهود متكررة من المستثمرين الكبار في الشركة إلى حلها. عارض الملك الدنماركي كريستيان الرابع هذه الجهود حتى وفاته عام 1648. بعد وفاة الملك بسنتين، أعلن ابنه فردريك الثاني حل هذه الشركة.
على الرغم من حل الشركة، كانت المستعمرة أرضًا ملكية ما تزال محروسة بحامية خاصة بها دون علم من سكانها بالتطورات التي حدثت في الوطن. مع تراجع أعداد الدنماركيين بسبب انسحاب المستعمرين أو مرضهم، استؤجر عدد من المرتزقة البرتغاليين والبرتغاليين الهنود لحماية الحصن، وفي النهاية بحلول عام 1655، كان إسكيلد أندرسون كونغسباك قائد المستعمرة والدنماركي الوحيد المتبقي في ترانكيبار.[بحاجة لمصدر]
على الرغم من أنه أمي، كان كونغسباك مخلصًا لوطنه وحافظ على الحصن بنجاح تحت الراية الدنماركية في وجه الحصار المتكرر من قبل الناياك بسبب عدم تسديد المستحقات المالية، في حين استولى على سفن جديدة في خليج البنغال. مستغلًا العائدات المالية الواردة من بيع بضائع السفن المنهوبة في إصلاح الدفاعات، تمكن من بناء سور حول البلدة وتفاوض على تسوية سلام جديدة مع الناياك.[بحاجة لمصدر]
تمكنت تقارير كونغسباك -المرسلة إلى الدنمارك على متن سفن تابعة لدول أوروبية أخرى- أخيرًا من إقناع الحكومة الدنماركية بتخليصه. أُرسلت الفرقاطة فيرو إلى الهند تحت قيادة الضابط سيفاردت أديلاير، حاملة معها وثيقة تؤكد تعيينه قائدًا رسميًا للمستعمرة. وصلت السفينة في مايو من عام 1669 منهية تسع عشرة سنة من العزلة.[بحاجة لمصدر]